# Mount Cory
Mount Cory – wieś w Stanach Zjednoczonych, w stanie Ohio, w hrabstwie Hancock.